# Publius Manilius Vopiscus
Publius Manilius Vopiscus Vicinillianus Lucius Elufrius Iulius Quadratus Bassus war ein römischer Politiker und Senator.
Eine Inschrift aus Tibur dokumentiert die  Karriere von Vopiscus. So war er Sohn eines Publius (Manilius) aus der Tribus Galeria. Seine Karriere beginnt mit der Mitgliedschaft im Dreimännerkollegium der tresviri monetales, das für die Prägung von Münzen zuständig war. Danach diente er als Militärtribun in der Legio IIII Scythica, einer in Syrien stationierten Legion (um 100). Anschließend war er Quaestor, unter dem vergöttlichten Kaiser Trajan, der den Beinamen „Parthicus“ trug (quaestori divi Traiani Parthici) sowie Praetor. Schließlich war er im Jahr 114 Konsul.
Vopiscus bekleidete mehrere religiöse Ämter: Er war er Pontifex, Flamen, Salier und Verwalter des Heiligtums des Hercules Victor.